# 格拉斯哥媒介研究小组
格拉斯哥媒介研究小组（英語：Glasgow Media Group），也被称作格拉斯哥大学媒介研究小组，坐落于英国苏格兰的格拉斯哥，是传媒研究领域的领头羊。1976年格拉斯哥媒介小组出版的《坏新闻》一书，真正开启了对电视新闻的研究。他们认为，电视新闻是有偏见的，总是对社会中的强势力量或阶级有利，而对社会中的相对弱势力量或者工人阶级不利。

## 介绍
格拉斯哥媒介研究小组以格拉斯哥大学为依托，成立于1974年。其最初的研究领域包括：英国传媒对英国工业关系的报道；1975年1月1日开始对英国主要新闻频道BBC1、BBC2以及ITV的新闻报道进行录影，并于当年6月发表了一份初步报告。不出所料，这份报告在英国媒介引起了巨大争论。英国劳特里奇出版社同意出版其完整的研究报告，其报告分为两份，分别于1976年及1978年出版，都以《坏新闻》命名。尤其是于1976年9月出版的第一份报告引起了公众的骚动，其中的《电视新闻编辑部内部》一章更是为其带来了法院的一张令状，称其诽谤。
随后的八、九十年代，该小组相继出版了一些列研究成果，受到了不同程度的赞赏与抨击，引起广泛关注。大多数评论家认为，无论如何，格拉斯哥媒介研究小组都正在影响并改变着英国媒体的运行模式。1982年5月，其另外一书《真正的坏新闻》更是在《晚间时报》的畅销书中排名第五。
1982年，该小组开始了对和平与武装解除报道的研究，并得到了约瑟夫·朗特里公益信托的赞助。由于当年三月，阿根廷军队侵入福克兰群岛，其研究便扩展到了对此事件的研究分析。1985年《战争与和平报道》一书公布了其研究成果，正如所料，此书同样引起了巨大反响。独立电视新闻公司(ITN)的编辑对此书进行了强烈批判，但却受到其他作家与研究者的赞赏。当年10月，BBC更是据此书专门制作了一个节目，并将其放在BBC2公开场所系列报道之中。虽然如此，BBC仍然删掉了此节目中的一部分内容，尤其是那些编辑者会谈的几分钟内容，使得最后这些编辑者被观察者戏称“学术杀手围捕电视新闻人”。从八十年代早期至今，格拉斯哥媒介研究小组一直继续其研究，尤其是被媒体广泛关注的话题。

## 辩护
传媒分析家安德里安·奎恩写了一整份学术期刊论文为格拉斯哥媒介研究小组进行辩护。他总结如下：

“从1976年第一本书《坏新闻》入世以来，格拉斯哥媒介研究小组为人们对传媒文化，尤其是对公正性、客观性概念的理解作出了巨大贡献。尽管如此，在过去的三十年里，小组仍然受到了许多批评，并且常是无端的嘲弄与歪曲。这些歪曲其研究成果的人起初是用漫画讽刺，将此小组标榜为马克思阴谋论者；然后又指责其离间新闻工作者，减缓了传媒研究进程。这篇文章提供了这些歪曲误解的事实证据，并对格拉斯哥传媒研究小组致以歉意。如今，最深刻的致歉莫过于辩护。”

## 出版成果
《坏新闻》（1976）、《真正的坏新闻》（1980）、《更多的坏新闻》（1982）、《眼见为实》（1990）、《获取信息》（1992）、《大众传媒的巡回》（1998）等等。

## 外部注释
- 格拉斯哥媒介研究小组 （页面存档备份，存于）
- 传媒与文化政治的国际期刊——安德里安·奎利恩的辩护[永久]
- 格拉斯哥媒介研究小组的research director--Greg Philo（克雷格·费罗）提出的对富人征税以减少国家财政赤字的提案受到广泛关注与赞同 （页面存档备份，存于）
- 克雷格·费罗在英国BBC‘Daily politics’节目中的电视辩论 （页面存档备份，存于）